# أندريه لويز براد
أندريه لويز براد (15 يوليو 1980 في البرازيل – )؛ هو لاعب كرة قدم سابق كان يلعب كمهاجم.

## وصلات خارجية
- أندريه لويز براد على موقع رابطة كرة القدم اليابانية للمحترفين (اليابانية)